# نادي السينما (تشيلي)
نادي السينما (بالإنجليزية: Cine Club) دار سينما في يونيفرسيداد أوسترال (جامعة بحثية تشيلية مقرها أساسًا في فالديفيا)، مع حرم جامعي تابع للقمر الصناعي في بويرتو مونت ، فالديفيا، تشيلي. يقع المسرح في حرم جامعة جزيرة تيجا (جزيرة في مدينة فالديفيا، تشيلي محاطة بثلاثة أنهار: نهر كاو كاو من الشمال ونهر كروسيس من الغرب ونهر فالديفيا من الجنوب الشرقي) التابعة لجامعة أوسترال دي تشيلي. تأسس نادي السينما في عام 1982 وينظم مهرجان فالديفيا السينمائي الدولي السنوي (معرض ومسابقة أفلام دولية، تقام سنويًا في مدينة فالديفيا، منطقة لوس ريوس، تشيلي) منذ عام 1992، عندما تم إنشاؤه في الذكرى العاشرة لتأسيسه.

## وصلات خارجية
http://2020.cineclubuach.cl/ نادي السينما (تشيلي)
https://www.imdb.com/showtimes/cinema/US/ci1028511 نادي السينما (تشيلي)
https://web.archive.org/web/20080629120319/http://www.uach.cl/extension/cineclub/ نادي السينما (تشيلي)